# Triscaidecafobia
La triscaidecafobia (del griego τρεισκαιδέκα, treiskaideka ‘trece’, derivado de τρεῖς, treîs ‘tres’, καὶ, kai ‘y’, y δέκα, deka ‘diez’; junto con φοβία, fobía, de φόβος, fobos ‘miedo’, ‘temor’) es el miedo irracional al número 13. Se considera normalmente una superstición. La fobia específica al viernes 13 se llama parascevedecatriafobia (la Parasceve es la preparación de la Pascua), collafobia, o bien, friggatriscaidecafobia (la palabra Friday, ‘viernes’ en inglés, procede del nombre de la diosa vikinga Frigg). El miedo al martes 13 se llama trezidavomartiofobia.

## Orígenes

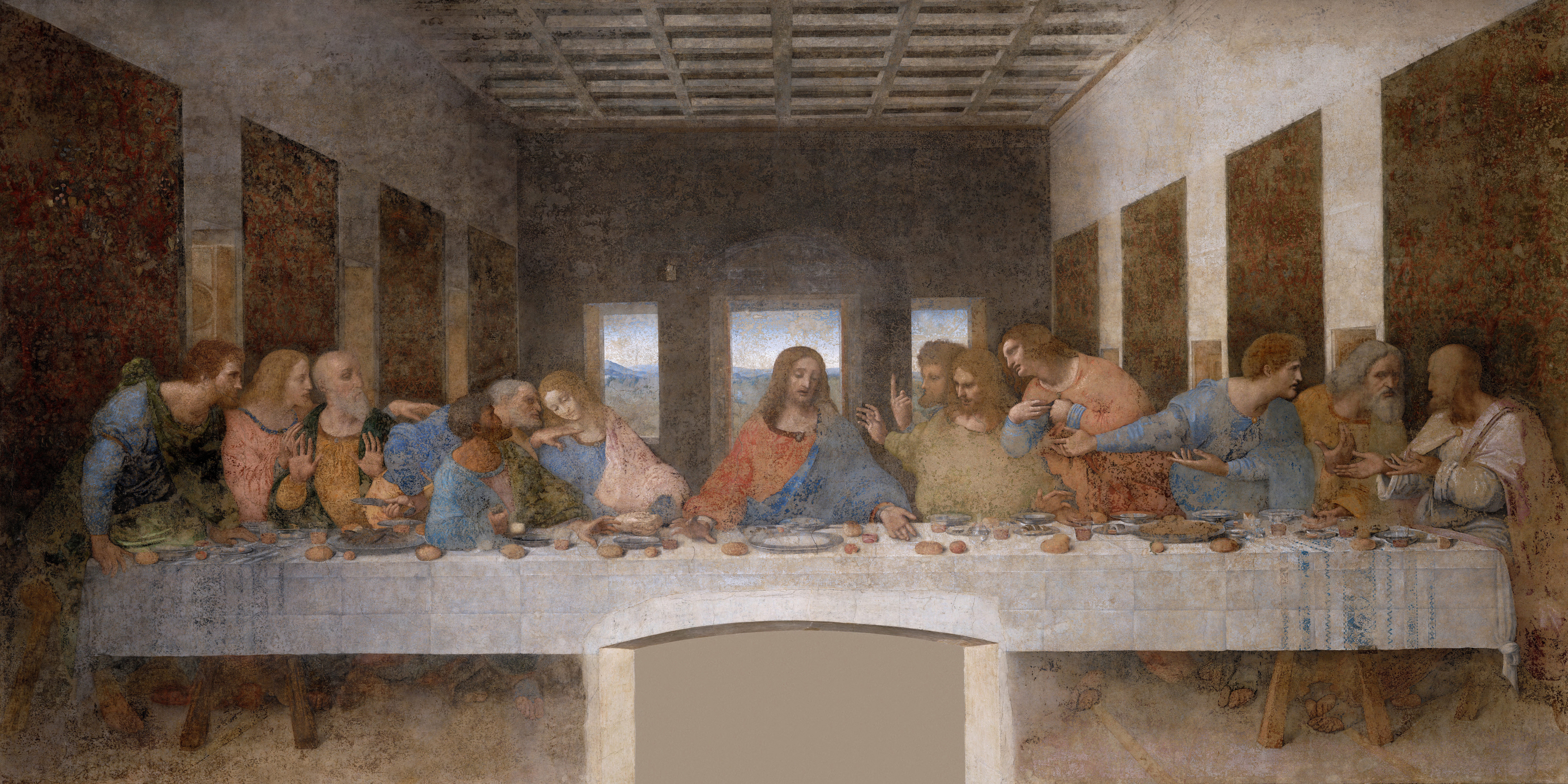
La Última Cena, de Leonardo da Vinci.

Probablemente surgió en la Edad Media. El trece es el siguiente número primo después del once (el once simbólicamente sería tenido en gran estima, dadas su practicidad y cualidades matemáticas). Se ha relacionado con el hecho de que hubo 13 personas en la Última Cena de Jesús de Nazaret y que este último fue ejecutado poco después. Se ha relacionado también con el hecho de que un calendario lunisolar seguramente debe tener 13 meses en algunos años, mientras que el calendario solar gregoriano y el calendario lunar musulmán siempre tienen 12 meses en un año. También es significativo el hecho de que el capítulo 13 del Apocalipsis de san Juan esté dedicado al Anticristo y la Bestia.
La triscaidecafobia puede haber afectado también a los vikingos; se cree que Loki, en el panteón nórdico, era el 13.er dios. Esto se «cristianizó» más tarde al decir que Satanás era el 13.er ángel.
Otra relación que tiene con el viernes 13 es la captura y muerte de los caballeros templarios, siendo quemados en la hoguera el día viernes 13 de octubre de 1307. Ese día acabó el poder de los monjes guerreros, pudiendo achacar esto a la mala suerte. Pero también está relacionado con la maldición de Jacques de Molay, último gran maestre de los templarios, que estando ya en la hoguera, convocó ante el tribunal de Dios al rey Felipe IV de Francia y al papa Clemente V —quienes habían sido los artífices de aquella destrucción del orden del Temple—, muriendo los dos sin haber transcurrido el plazo de un año, tal como el gran maestre había predicho.
En general, el 13 se puede considerar un número «malo» sencillamente porque es uno más que 12, el cual es un número popularmente utilizado en muchas culturas (debido a que es un número altamente compuesto).

## Ejemplos
Los antiguos egipcios consideraban que la 13.ª fase del ciclo de la vida era la muerte; esto es, la vida después de la muerte, que pensaban que era una vida ideal y mejor.
La carta de la Muerte en una baraja de tarot es la número 13, aunque en este caso representa la transformación, el cambio.
Algunos edificios omiten el piso 13, saltando del piso 12 al 14 para evitar la angustia de los triscaidecafóbicos, o utilizando en su lugar 12A y 12B. Esto también se aplica en ocasiones a los números de las casas o habitaciones (como, por ejemplo, en los hospitales).
Lo anterior también es válido para las filas de asientos en los aviones. Los aviones de la compañía aérea española Iberia, los de la italiana Alitalia, la de los Emiratos Árabes, Emirates y la panameña Copa Airlines no tienen en su numeración dicho número: la fila que sigue a la 12 es la 14.
Algunas ciudades se «saltan» la 13.ª avenida. No es el caso de Bogotá, Colombia, donde hay una encrucijada entre la calle 13 y la carrera 13 en pleno centro de la ciudad, y en Sacramento (California), que tiene una intersección donde se cruzan la 13th Street y la 13th Avenue.
Ninguna persona de España tendrá el Documento Nacional de Identidad con el número 13. El dictador Francisco Franco, precursor de este sistema de identificación personal, se reservó para sí el número 1, y el resto de documentos de una cifra para su familia. La familia real de España tiene reservados los números de dos dígitos; el rey Juan Carlos I tiene el 10, la reina Sofía el 11, y su hija mayor la infanta Elena el 12. A su segunda hija, la infanta Cristina, le habría correspondido el 13, pero por esta superstición, ese DNI quedó sin dueño, y le asignaron el número 14.
El compositor Arnold Schönberg padecía triscaidecafobia. Irónicamente, nació y murió el día 13 del mes, a la edad de 76 años (7 + 6 = 13).
En la novela de J. R. R. Tolkien, El hobbit, publicada en 1937, los personajes protagonistas son trece enanos, y para no tener mala suerte en su viaje, le piden al mago Gandalf que encuentre a un decimocuarto miembro para su compañía.
El álbum musical Room for Squares, del compositor y cantante estadounidense John Mayer, consta de 14 pistas, aunque la 13.ª es de 2 segundos de silencio (el mínimo de duración de acuerdo a los estándares) y no aparece en la carátula del álbum.
El álbum Alivio de luto, de Joaquín Sabina, tampoco presenta este número: después de la pista número doce viene la pista «+uno».
En el álbum Destrangis, de Estopa, la última canción, Ojitos rojos, en lugar de estar numerada como 13, lo está como Bonus track.
Todos los discos de la banda uruguaya No Te Va Gustar carecen de una pista número 13, pasando directamente de la 12 a la 14. En Spotify la pista 13 es de 6 segundos de silencio.

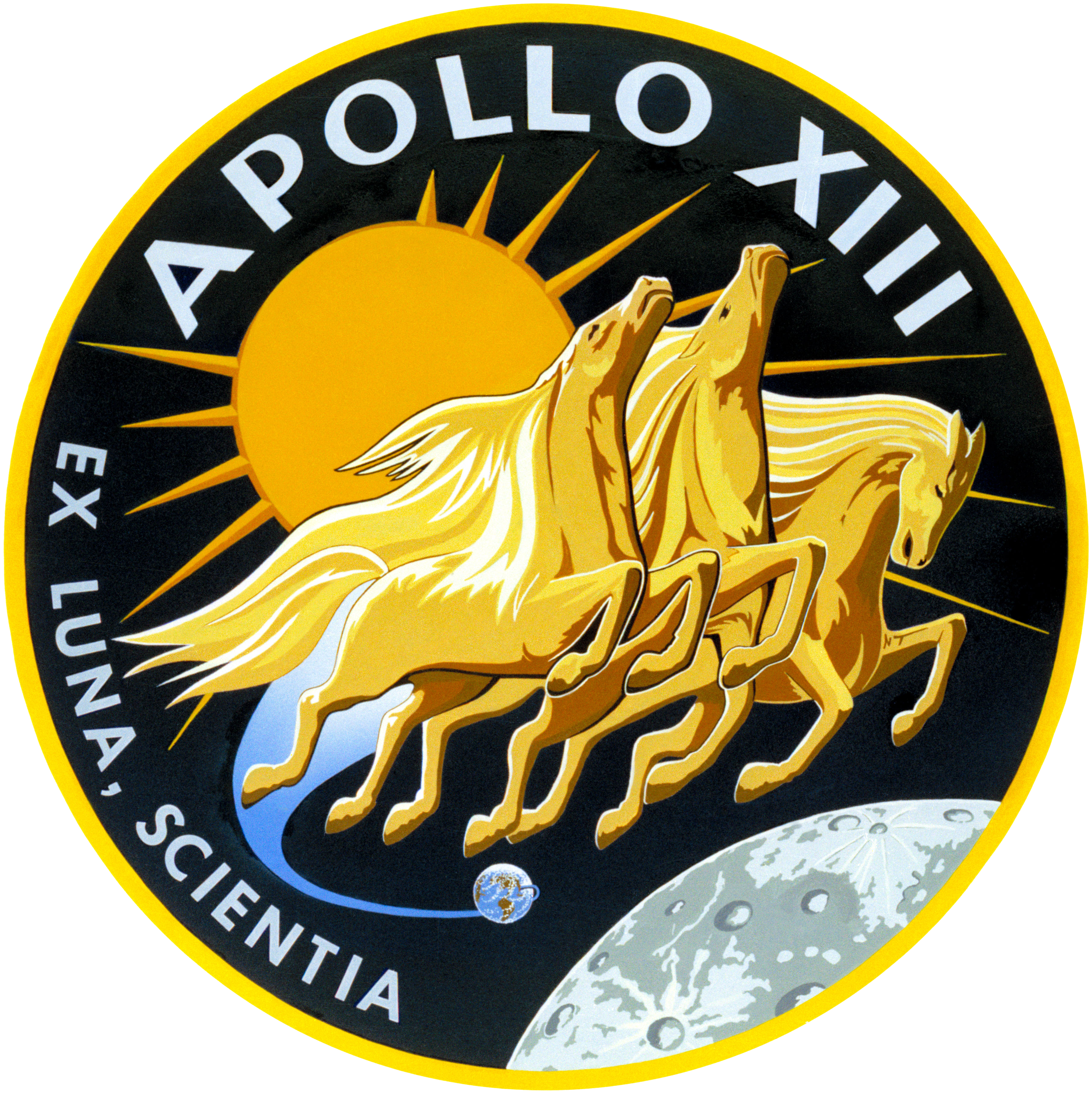
Logotipo de la misión Apolo 13.

El Apolo 13 fue lanzado a las 13:13 EST del 11 de abril de 1970 desde el complejo 39 (tres veces trece) y sufrió una explosión en pleno vuelo, poniendo en peligro a los tripulantes, y fue necesario abortar la misión.[cita requerida] Algunos se refieren a esta misión lunar como la prueba definitiva de que el 13 trae mala suerte, lo que es fácilmente refutable por el hecho de que no hubo fallecidos, cuando otras misiones estadounidenses y rusas con peores resultados no fueron designadas con dicho número.[cita requerida]
El avión caza alemán desarrollado tras el He 112 fue designado He 100 para evitar la designación He 113, la cual se consideraba desafortunada, puesto que Adolf Hitler era triscaidecafóbico. En los Estados Unidos, nunca ha existido un caza denominado F-13, dado que muchos pilotos son supersticiosos.
La compañía Renault ha contado, a lo largo de su historia, con una serie de modelos numerados. Desde el Renault 3 al Renault 25, existen modelos con todos los números, excepto con el 13.
Ángel Nieto fue campeón del mundo de motociclismo en 13 ocasiones, pero él siempre hacía referencia a que lo fue en 12+1 ocasiones.
En la mayoría de las competiciones de automovilismo y motociclismo no se asigna el número 13 a ningún participante.
Hay deportistas que deciden desafiar la mala suerte del número 13 utilizándolo. Un ejemplo es Pastor Maldonado, el piloto de Fórmula 1. Cuando la FIA dejó escoger a partir de la Temporada 2014 cualquier dorsal entre el #2 y el #99, el piloto venezolano escogió el #13 para acabar con la mala suerte. Esa fue su última temporada en la F1 de momento. También son famosos los casos de los baloncestistas Wilt Chamberlain y Steve Nash. Este último considera el número 13 como afortunado. Lo ha llevado siempre excepto en Los Angeles Lakers, donde llevó el 10, puesto que la camiseta de Chamberlain con el 13 fue retirada. En la selección de fútbol de Alemania, desde hace décadas, la estrella del equipo lleva el número 13. Inició esta tendencia el delantero Gerd Müller en los años 1970. Recientemente llevó ese dorsal Michael Ballack y en la actualidad lo utiliza Thomas Müller.
En la Copa Mundial de Fútbol de 1982 el jugador chileno Carlos Caszely llevaba la camiseta número 13 en el partido contra Austria. En ese partido perdió un penal, lo que marcó su carrera profesional. Para el Mundial de Fútbol de 2006, en la selección española, el debutante Andrés Iniesta llevó el dorsal 13. Los futbolistas de España elegían sus dorsales por orden de antigüedad en la selección, y al recién llegado Iniesta le dejaron el número que no quería ningún otro jugador.
El programa de diseño gráfico CorelDRAW cambió la numeración al llegar a la versión trece, denominándola CorelDRAW X3 (donde la X representa el 10 en números romanos). De manera similar, el paquete Microsoft Office pasó de la versión 12 (Office 2007) a la 14 (Office 2010); según declaró Jensen Harris, Lead Program Manager para el Microsoft's Office User Experience Team, el 13 fue omitido debido a la aversión por dicho número.
WinZip no sacó una versión número 13 de su programa, pasando directamente de la 12 a la 14.
En la actualidad, el sistema de Metro de Madrid tiene 12 líneas, y la próxima en ser puesta en servicio será la línea 14, evitando el número 13. Por su parte, la Empresa Municipal de Transportes de Madrid nunca ha tenido una línea regular con el número 13.
A la edición de Gran Hermano de España de 2012, correspondiente a la número 13, se le puso de nombre «Gran Hermano 12+1» para evitar este número.
Otro caso conocido, ha sido la maldición del número 13 como número tabú por parte de los pilotos de carreras de Fórmula 1, en la cual, tampoco se utilizaba hasta el 2014, cuando los equipos evitaban utilizar dicha dorsal, puesto que en el pasado era considerado un mal presagio para el piloto que portara dicho número, ya que se presentaron varios casos de muertes de pilotos que levaban el dorsal #13, dicha maldición o superstición se puso fin cuando en la Temporada 2014, la FIA dejó escoger libremente a los pilotos su dorsal, que sería fijo a partir de entonces. A pesar de eso, el número sigue siendo tabú en otras disciplinas de automovilismo, con excepción de NASCAR que también utiliza dicho número para numerar algún vehículo de la categoría.

## Supersticiones y fobias similares

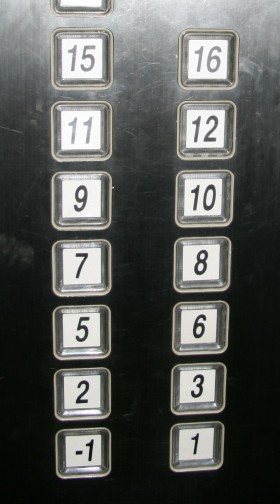
Botonera de un ascensor de un bloque de apartamentos de Shanghái. Faltan los pisos 0, 4, 13 y 14.

La tetrafobia es el miedo al número 4. En China, Japón y Corea, es frecuente que los hoteles y los hospitales no tengan cuarta planta. La palabra japonesa shi (死) quiere decir ‘muerte’, y se pronuncia igual que el 4, así que para remediarlo se pronuncia el 4 como yon. En algunos hospitales, no existe la habitación número 42 (shi-ni) ya que este es un número de muy mal augurio, pudiendo ser su significado la expresión «prepararse para morir». De la misma forma, algunos hospitales de maternidad no poseen habitación 43 (shi-san), ya que se pronuncia igual que «parto muerto».
En Italia, el número de la mala suerte es el 17. Esto se debe a que el 17, en números romanos, se escribe XVII. Reordenando sus letras podemos escribir VIXI, expresión latina antiguamente usada en las lápidas de los difuntos que significa ‘viví’, es decir, ‘mi vida es pasado’.
Por otro lado, la Hexakosioihexekontahexafobia es el miedo irracional al «666», número también conocido en el cristianismo como «el número de la bestia». Esta fobia se origina en el Apocalipsis (versículo 13:18), donde se indica que ese número está ligado a Satanás o al Anticristo.